# Nekrolog 2. Quartal 1919
Nekrolog
◄◄
| ◄
| 1915
| 1916
| 1917
| 1918
| 1919 | 1920 | 1921 | 1922 | 1923 | ► | ►►
1. Quartal |
2. Quartal |
3. Quartal |
4. Quartal 1919
Weitere Ereignisse | Allgemeiner Nekrolog 1919
Die Beschreibung der verstorbenen Person sollte so kurz wie möglich gehalten sein und nur deren signifikante Tätigkeit(en) enthalten.
Neue Namen ggf. auch unter dem Geburts- und Sterbedatum, also etwa unter 1. Januar und im Geburts- und Sterbejahr (2024) eintragen (nur bei entsprechender großer Wichtigkeit). Für Beispiele siehe die schon vorhandenen Artikel.
Außerdem über die fünf zuletzt Verstorbenen, zu denen es einen ausreichend guten Artikel für eine Präsentation auf der Hauptseite gibt, nach der todesbedingten Überarbeitung der Artikel ggf. auch unter Wikipedia Diskussion:Hauptseite informieren und sie am besten auch in den anderen Wikipedia-Sprachversionen eintragen. Tipp: Regelmäßig bei news.google.de nach „ist tot“, „gestorben“ oder „verstorben“ suchen.
Wenn eine Person gestorben ist, gibt es viele Seiten zu dieser Person in der Wikipedia, die davon auch betroffen sind und entsprechend aktualisiert werden müssen. Beispiele: Namenübersichtsseite, Geburtsjahr, Geburtsort-Seiten und viele mehr.
Wie finde ich die betroffenen Seiten?
Im Suchfeld auf der linken Seite gibt man den Suchbegriff so ein: „Vorname Nachname“. Dann klickt man auf Volltext und alle Seiten mit entsprechendem Suchtext werden aufgerufen. Hier sieht man dann schnell, wo auch das Todesjahr Sinn macht oder sogar ein Teil des Artikels angepasst werden muss. Auch hilft das „Werkzeug“ auf der linken Seite sehr gut, um solche Seiten aufzufinden: „Links auf diese Seite“. Somit ist die Wikipedia wieder aktuell in allen Bereichen! Hinweis: bei Eintragung der Kategorie „Gestorben JAHR“ wird der Missbrauchsfilter 49 ausgelöst, was jedoch nicht schlimm ist. Siehe: Spezial:Missbrauchsfilter/49
Dies ist eine Liste von im zweiten Quartal 1919 verstorbenen bekannten Persönlichkeiten. Die Einträge erfolgen innerhalb der einzelnen Daten alphabetisch sortiert. Tiere sind im Nekrolog für Tiere zu finden.

## April
| Tag       | Name                                   | Beruf, bekannt als                                                              | Alter | Beleg |
| --------- | -------------------------------------- | ------------------------------------------------------------------------------- | ----- | ----- |
| 1. April  | Dezső Korda                            | ungarischer Erfinder                                                            | 55    |       |
| 1. April  | Johannes Menck                         | Maschinenbaufabrikant                                                           | 74    |       |
| 1. April  | Valentin Weidner                       | deutscher Bildhauer                                                             | 71    |       |
| 2. April  | Johann Breitwieser                     | Wiener Serieneinbrecher                                                         |       |       |
| 2. April  | Hermann Helmer                         | deutsch-österreichischer Architekt                                              | 69    |       |
| 2. April  | Karl Julius Späth                      | deutscher Erfinder und Konstrukteur, Uhrmacher                                  | 80    |       |
| 2. April  | August Trinius                         | deutscher Wanderschriftsteller                                                  | 67    |       |
| 3. April  | Josef Durm                             | deutscher Architekt                                                             | 82    |       |
| 3. April  | Paul Geisler                           | deutscher Dirigent und Komponist                                                | 62    |       |
| 3. April  | Modest Urgell                          | spanischer Maler und Komödienautor                                              | 79    |       |
| 4. April  | William Crookes                        | englischer Physiker, Chemiker und Wissenschaftsjournalist                       | 86    |       |
| 4. April  | Francisco Marto                        | portugiesischer Zeuge einer Marienerscheinung, Seliger                          | 10    |       |
| 5. April  | Harutiun Alpiar                        | armenischer Journalist und humoristischer Schriftsteller                        | 54    |       |
| 5. April  | Wilhelm Bahner                         | deutscher Unternehmer und konservativer Politiker, MdL (Königreich Sachsen)     | 65    |       |
| 5. April  | Joe Hall                               | kanadischer Eishockeyspieler                                                    | 36    |       |
| 5. April  | Dezső Kolossváry de Kolozsvár          | österreichisch-ungarischer Offizier, Minister                                   | 63    |       |
| 5. April  | Gustav von Roessler                    | deutscher Komponist und Musikdirektor                                           | 69    |       |
| 6. April  | Stanley E. Bowdle                      | US-amerikanischer Politiker (Demokratische Partei)                              | 50    |       |
| 6. April  | Theodor Erhard                         | deutscher Elektrophysiker                                                       | 79    |       |
| 6. April  | Georg Holub                            | österreichischer Maler                                                          | 57    |       |
| 6. April  | Johann Knief                           | deutscher Lehrer, Redakteur und Politiker                                       | 38    |       |
| 6. April  | Berthold Körting                       | deutscher Kaufmann und Maschinenbauunternehmer                                  | 79    |       |
| 6. April  | Richard Cornelius Kukula               | österreichischer Philologe                                                      | 57    |       |
| 6. April  | Hermann Friedrich Müller               | deutscher Philologe und Philosoph                                               | 75    |       |
| 6. April  | Otto Walther                           | deutscher Arzt und Klinikgründer                                                | 63    |       |
| 8. April  | Loránd Eötvös                          | ungarischer Physiker                                                            | 70    |       |
| 8. April  | Alfred von Lyncker                     | preußischer General der Infanterie                                              | 64    |       |
| 8. April  | Winfield Woolworth                     | Gründer der US-amerikanischen Kaufhaus- und Supermarktkette Woolworth           | 66    |       |
| 8. April  | Karl Załuski von Zaluskie              | österreichischer Diplomat                                                       | 84    |       |
| 9. April  | Bernhard Blumenfeld                    | Großkaufmann und Reeder                                                         | 72    |       |
| 9. April  | Emil Schallopp                         | deutscher Schachmeister und Stenograph                                          | 75    |       |
| 10. April | Mehmed Kemâl                           | Massenmörder im Völkermord an den Armeniern                                     | 35    |       |
| 10. April | Ferdinand Wohltmann                    | deutscher Pflanzenbauwissenschaftler und Hochschullehrer                        | 61    |       |
| 10. April | Emiliano Zapata                        | mexikanischer Revolutionär                                                      | 39    |       |
| 11. April | Gregor Danner                          | deutscher Ordensgeistlicher und Abt                                             | 58    |       |
| 11. April | Johann Gmachl                          | österreichischer Politiker                                                      | 62    |       |
| 12. April | Gustav Neuring                         | deutscher Politiker                                                             | 39    |       |
| 12. April | Rudolf Sturm                           | deutscher Mathematiker                                                          | 78    |       |
| 12. April | Louise Tesdorpf                        | deutsche Schriftstellerin                                                       | 83    |       |
| 13. April | Wilhelm Boele                          | deutscher Reichsgerichtsrat                                                     | 75    |       |
| 13. April | Emil Gasser                            | deutscher Anatom und Hochschullehrer                                            | 71    |       |
| 13. April | Richard Wolffenstein                   | deutscher Architekt                                                             | 72    |       |
| 14. April | Auguste-Réal Angers                    | kanadischer Politiker und Jurist                                                | 81    |       |
| 14. April | August Bohnhorst                       | deutscher Marine- und Landschaftsmaler                                          | 69    |       |
| 14. April | Phoebe Hearst                          | US-amerikanische Philanthropin und Förderin in der Frauenbildung in Kalifornien | 76    |       |
| 15. April | Loren Fletcher                         | US-amerikanischer Politiker                                                     | 86    |       |
| 15. April | Krastjo Krastew                        | bulgarischer Sprachwissenschaftler, Übersetzer und Literaturkritiker            | 52    |       |
| 16. April | Per Adolf Geijer                       | schwedischer Romanist                                                           | 78    |       |
| 16. April | Isidor Himmelbaur                      | österreichischer Bibliothekar                                                   | 61    |       |
| 16. April | Theodor Jankowski                      | katholischer Geistlicher und Politiker, MdR                                     | 66    |       |
| 16. April | Paul Mansion                           | belgischer Mathematiker                                                         | 74    |       |
| 16. April | Erwin Rahr                             | Oberst der kaiserlich-russischen Armee                                          | 39    |       |
| 17. April | Svetozar Ćorović                       | serbischer Schriftsteller                                                       | 43    |       |
| 17. April | Cesare Maccari                         | italienischer Maler und Bildhauer                                               | 78    |       |
| 17. April | László Mednyánszky                     | ungarischer Maler                                                               | 66    |       |
| 17. April | Timothy Richard                        | britischer (walisischer) Missionar                                              | 73    |       |
| 17. April | Bernhard Sigmund Schultze              | deutscher Gynäkologe und Geburtshelfer                                          | 91    |       |
| 17. April | George McCall Theal                    | britischer Historiker                                                           | 82    |       |
| 17. April | Robert Wenner                          | Schweizer Großindustrieller                                                     | 65    |       |
| 18. April | Johannes von Schwarze                  | deutscher Reichsgerichtsrat                                                     | 69    |       |
| 18. April | Arnold Oskar Weichsel                  | deutscher Reichsgerichtsrat                                                     | 83    |       |
| 19. April | Joseph Gagnier                         | kanadischer Klarinettist und Musikpädagoge                                      | 65    |       |
| 19. April | Änne Koken                             | deutsche Gebrauchsgrafikerin                                                    | 33    |       |
| 19. April | Adolf Stölzel                          | deutscher Rechtswissenschaftler                                                 | 87    |       |
| 20. April | Harry Alsen                            | deutscher Theaterschauspieler sowie Autor von Bühnenstücken und Dramaturg       | 53    |       |
| 20. April | Wassili Michailowitsch Altfater        | russischer Konteradmiral und Oberkommandierender der Seekriegsflotte            | 35    |       |
| 20. April | Richard W. Austin                      | US-amerikanischer Politiker                                                     | 61    |       |
| 20. April | George Ferdinand Becker                | US-amerikanischer Geologe                                                       | 72    |       |
| 20. April | Theo von Brockhusen                    | deutscher Maler                                                                 | 36    |       |
| 20. April | Thomas Egan                            | US-amerikanischer Gangsterboss                                                  | 44    |       |
| 20. April | Theodolinda Hahnsson                   | finnische Schriftstellerin und Übersetzerin                                     | 81    |       |
| 21. April | Josef Böheim                           | österreichischer Politiker; Abgeordneter zum Abgeordnetenhaus                   | 72    |       |
| 22. April | Henry Fane Grant                       | britischer Offizier und Gouverneur von Malta                                    | 70    |       |
| 22. April | Gustav von Supper                      | deutscher Verwaltungsbeamter                                                    | 73    |       |
| 23. April | Anton Karg                             | Bürgermeister von Kufstein und Alpinist                                         | 83    |       |
| 23. April | Johann Korbuly                         | österreichischer Ingenieur, Erfinder und Spielwarenhersteller                   | 59    |       |
| 23. April | Hans Pernat                            | deutscher Ansichtskartenverleger                                                | 52    |       |
| 24. April | Karl Friedrich Bruchmann               | deutscher Klassischer Philologe und Gymnasiallehrer                             | 55    |       |
| 24. April | Camille Erlanger                       | französischer Komponist                                                         | 55    |       |
| 24. April | Leonhard Weber                         | deutscher Physiker                                                              | 70    |       |
| 25. April | Georg Freiesleben                      | deutscher Jurist, Senatspräsident beim Reichsgerichtsrat                        | 80    |       |
| 25. April | Clara Quandt                           | deutsche Schriftstellerin                                                       | 77    |       |
| 25. April | Wilhelm Werdelmann                     | deutscher Architekt und Architekturlehrer                                       | 54    |       |
| 26. April | Lucien B. Caswell                      | US-amerikanischer Politiker                                                     | 91    |       |
| 26. April | Napoleon Cybulski                      | polnischer Physiologe                                                           | 64    |       |
| 26. April | Julius Daniels                         | deutscher Verwaltungsbeamter                                                    | 46    |       |
| 26. April | Josef Durrer                           | Schweizer Ingenieur und Politiker                                               | 77    |       |
| 26. April | Karl Botho zu Eulenburg                | preußischer General der Kavallerie                                              | 75    |       |
| 26. April | Karl Kirchmayer                        | österreichischer Politiker                                                      | 65    |       |
| 26. April | Ralph W. Moss                          | US-amerikanischer Politiker                                                     | 57    |       |
| 26. April | Wilhelm Oechsli                        | Schweizer Historiker                                                            | 67    |       |
| 26. April | Heinrich Reese                         | deutsch-schweizerischer Architekt                                               | 75    |       |
| 26. April | Guido Werdnig                          | österreichischer Neurologe                                                      | 74    |       |
| 27. April | Nathan Bamberger                       | deutscher Rabbiner des Distriktsrabbinats Würzburg                              | 77    |       |
| 27. April | Imre Kiralfy                           | Impresario und Veranstaltungsmanager                                            | 74    |       |
| 27. April | Maejima Hisoka                         | japanischer Politiker                                                           | 84    |       |
| 27. April | Hermann Schüssler                      | deutscher Bauingenieur                                                          | 76    |       |
| 28. April | Johannes Böttner                       | deutscher Gartenbauunternehmer                                                  | 57    |       |
| 28. April | Albert Estopinal                       | US-amerikanischer Politiker                                                     | 74    |       |
| 28. April | Rudolf Moest                           | deutscher Opernsänger (Bass, Bariton)                                           | 47    |       |
| 28. April | Charles August Sulzer                  | US-amerikanischer Politiker                                                     | 40    |       |
| 29. April | Leopold Adler                          | österreichischer Theaterschauspieler, Theaterintendant und Schriftsteller       | 69    |       |
| 30. April | Rudolph Beckh                          | Münchner Polizeipräsident                                                       | 58    |       |
| 30. April | Ernst Berger                           | österreichischer Maler                                                          | 62    |       |
| 30. April | Henry B. Gray                          | US-amerikanischer Politiker                                                     | 52    |       |
| 30. April | Alexander W. Gregg                     | US-amerikanischer Politiker                                                     | 64    |       |
| 30. April | Fritz Linnenbrügger                    | Gefreiter des 8. Husarenregiments                                               |       |       |
| 30. April | Gustav Franz Maria von Thurn und Taxis | deutscher Adliger, Mitglied der Thule-Gesellschaft                              | 30    |       |
| 30. April | Miguel Ventura Terra                   | portugiesischer Architekt und Politiker                                         | 52    |       |
|           | Heinrich Sundermann                    | deutscher Missionar                                                             | 69    |       |

## Mai
| Tag     | Name                                  | Beruf, bekannt als                                                               | Alter | Beleg |
| ------- | ------------------------------------- | -------------------------------------------------------------------------------- | ----- | ----- |
| 1. Mai  | Andrew Murray Dale                    | britischer Kolonialbeamter und Ethnologe                                         |       |       |
| 1. Mai  | Asher Hinds                           | US-amerikanischer Politiker                                                      | 56    |       |
| 1. Mai  | Hermann Walser                        | Schweizer Geograph und Hochschullehrer                                           | 48    |       |
| 2. Mai  | Felix von Arnim                       | preußischer Offizier und Kammerherr                                              | 56    |       |
| 2. Mai  | Max Brückner                          | deutscher Theatermaler                                                           | 83    |       |
| 2. Mai  | Lewis E. Eliason                      | US-amerikanischer Politiker                                                      | 68    |       |
| 2. Mai  | Hermann Engelken                      | deutscher Neurologe und Psychiater                                               | 75    |       |
| 2. Mai  | Gustav Landauer                       | Theoretiker und Aktivist des deutschen Anarchismus                               | 49    |       |
| 2. Mai  | Evelyn De Morgan                      | englische Malerin                                                                | 63    |       |
| 2. Mai  | Karl von Nagel zu Aichberg            | bayerischer Generalmajor                                                         | 52    |       |
| 3. Mai  | Rudolf Egelhofer                      | deutscher Stadtkommandant in München                                             | 23    |       |
| 3. Mai  | William Hood Treacher                 | britischer Kolonialgouverneur von Nord-Borneo                                    | 69    |       |
| 3. Mai  | Heinrich Zmoll                        | Bürgermeister von Hainfeld                                                       | 75    |       |
| 4. Mai  | Luitpold Baumann                      | deutscher Weingutsbesitzer und Politiker, MdR, Bürgermeister                     | 74    |       |
| 4. Mai  | Max Delbrück                          | deutscher Agrikulturchemiker                                                     | 68    |       |
| 4. Mai  | Milan Rastislav Štefánik              | slowakischer Astronom, Diplomat, General und Kriegsminister der Tschechoslowakei | 38    |       |
| 4. Mai  | Richard Alexander Georg Wühner        | Märtyrer in Estland                                                              | 46    |       |
| 6. Mai  | Lyman Frank Baum                      | US-amerikanischer Schriftsteller                                                 | 62    |       |
| 6. Mai  | August Engelhardt                     | deutscher Sektengründer                                                          | 43    |       |
| 6. Mai  | Joseph Greving                        | deutscher Kirchenhistoriker und Hochschullehrer                                  | 50    |       |
| 7. Mai  | Simon Köllner                         | deutscher Politiker (SPD), MdL                                                   |       |       |
| 7. Mai  | Ernst Oswald Schmidt                  | deutscher evangelisch-lutherischer Lehrer und Theologe                           | 79    |       |
| 8. Mai  | Jakob Christmann                      | württembergischer Oberamtmann                                                    | 68    |       |
| 8. Mai  | Eduard von Derenthall                 | deutscher Diplomat und Politiker                                                 | 84    |       |
| 8. Mai  | Pedro Antonio Díaz                    | Staatspräsident von Panama                                                       | 66    |       |
| 8. Mai  | Joseph T. Johnson                     | US-amerikanischer Politiker                                                      | 61    |       |
| 8. Mai  | Wera Iwanowna Sassulitsch             | russische Autorin und Revolutionärin                                             | 69    |       |
| 8. Mai  | LaMarcus Adna Thompson                | US-amerikanischer Achterbahnkonstrukteur                                         | 71    |       |
| 8. Mai  | Philipp Wolfrum                       | deutscher Komponist und Organist                                                 | 64    |       |
| 9. Mai  | Ludwig Bösendorfer                    | österreichischer Instrumentenbauer                                               | 84    |       |
| 9. Mai  | James Reese Europe                    | amerikanischer Ragtime- und Jazz-Bandleader                                      | 38    |       |
| 10. Mai | Johann Friedrich Bubendey             | deutscher Wasserbauingenieur, Hochschullehrer und Baubeamter                     | 70    |       |
| 10. Mai | Ferdinando Fontana                    | italienischer Dramatiker, Librettist, Lyriker und Übersetzer                     | 69    |       |
| 10. Mai | Johann Kiemann                        | deutschböhmischer Advokat und Abgeordneter in Prag                               | 74    |       |
| 10. Mai | Bruno Sauer                           | deutscher Klassischer Archäologe                                                 | 58    |       |
| 12. Mai | Maximilian Huber                      | österreichischer katholischer Theologe, Schriftsteller und Jesuit                | 86    |       |
| 12. Mai | Theodor Kern                          | österreichischer Industrieller und Geschäftsmann                                 |       |       |
| 12. Mai | Crawford Howell Toy                   | US-amerikanischer Theologe und Hebraist                                          | 83    |       |
| 13. Mai | John Lawson Burnett                   | US-amerikanischer Rechtsanwalt und Politiker                                     | 65    |       |
| 13. Mai | Wilhelm Creizenach                    | deutscher Literaturwissenschaftler                                               | 67    |       |
| 13. Mai | Eugen Netto                           | deutscher Mathematiker                                                           | 72    |       |
| 14. Mai | William Hepburn Armstrong             | US-amerikanischer Politiker                                                      | 94    |       |
| 14. Mai | Ernest Failloubaz                     | Schweizer Luftfahrtpionier                                                       | 26    |       |
| 14. Mai | Henry John Heinz                      | US-amerikanischer Geschäftsmann und Erfinder von Heinz-Ketchup                   | 74    |       |
| 14. Mai | Hugo Kaufmann                         | deutscher Bildhauer und Medailleur                                               | 50    |       |
| 14. Mai | Emmy Lischke                          | deutsche Malerin                                                                 | 58    |       |
| 14. Mai | Karl Heinrich Remigius Sauerländer    | Schweizer Verleger                                                               | 70    |       |
| 14. Mai | Wilhelm Staedel                       | deutscher organischer Chemiker                                                   | 76    |       |
| 14. Mai | Ferdinand Thiergarten                 | Buchdruckereibesitzer und Verleger                                               | 72    |       |
| 15. Mai | Ludwig Edler von Graeve               | deutscher Rittergutsbesitzer und Politiker, MdR                                  | 62    |       |
| 15. Mai | Walter Otto Grimm                     | deutscher Maler und Holzschneider des Expressionismus                            | 24    |       |
| 15. Mai | Arnold Hartmann                       | deutscher Architekt und Baurat                                                   | 58    |       |
| 15. Mai | Hasan Tahsin                          | türkischer Journalist und Nationalheld                                           |       |       |
| 15. Mai | Friedrich Paul Nerly                  | deutsch-italienischer Maler                                                      | 76    |       |
| 16. Mai | Alfred von Besser                     | preußischer Generalleutnant                                                      | 65    |       |
| 16. Mai | Sebastian Kirchberger                 | Domkapitular im Erzbistum München und Freising                                   | 73    |       |
| 16. Mai | Eduard Niczky                         | deutscher Genre- und Porträtmaler                                                | 68    |       |
| 16. Mai | Joseph Wallis                         | britischer Rugbyspieler                                                          | 45    |       |
| 16. Mai | Arthur Walter                         | evangelisch-lutherischer Geistlicher, deutsch-baltischer Bekenner                | 58    |       |
| 17. Mai | Waldemar Krossa                       | deutscher Verwaltungsjurist und Landrat                                          | 82    |       |
| 17. Mai | Guido von List                        | österreichischer Schriftsteller und Begründer der Ariosophie                     | 70    |       |
| 17. Mai | August Pfeiffer                       | deutscher Arzt und Bakteriologe                                                  | 70    |       |
| 17. Mai | Hermann Recknagel                     | Heizungs- und Klimatechniker                                                     | 50    |       |
| 17. Mai | Johann Segebarth                      | deutscher Seemann, Heimatdichter und Kommunalpolitiker                           | 85    |       |
| 17. Mai | José Santos Zelaya                    | Präsident von Nicaragua                                                          | 65    |       |
| 18. Mai | Frederick Cresser                     | US-amerikanischer Ruderer                                                        | 47    |       |
| 18. Mai | Heinrich Dorrenbach                   | deutscher Offizier und sozialistischer Revolutionär                              | 31    |       |
| 18. Mai | Louis Ewald                           | Großherzoglich-hessischer Ministerialrat und Präsident der Oberrechnungskammer   | 73    |       |
| 18. Mai | Sigmund von Hartlieb genannt Walsporn | deutscher Kommunalbeamter in Bayern                                              | 80    |       |
| 19. Mai | Matthew Griswold                      | US-amerikanischer Politiker                                                      | 85    |       |
| 19. Mai | Rudolf von Kehler                     | preußischer Beamter und Reichstagsabgeordneter                                   | 92    |       |
| 19. Mai | Georges Lafenestre                    | französischer Schriftsteller und Kunstkritiker                                   | 82    |       |
| 19. Mai | Sven Olsson                           | schwedischer Fußballspieler                                                      | 29    |       |
| 19. Mai | George Putnam Upton                   | US-amerikanischer Musikkritiker, Musikschriftsteller und Journalist              | 84    |       |
| 20. Mai | Armand von Ardenne                    | preußischer Generalleutnant, Militärhistoriker                                   | 70    |       |
| 20. Mai | Wilhelm von Blume                     | preußischer General der Infanterie                                               | 84    |       |
| 20. Mai | Carl Van Dyke                         | US-amerikanischer Politiker                                                      | 38    |       |
| 21. Mai | Jewgraf Stepanowitsch Fjodorow        | russischer Kristallograph und Mineraloge                                         | 65    |       |
| 21. Mai | Fritz Reiser                          | deutscher Marathonläufer                                                         | 43    |       |
| 21. Mai | Victor Segalen                        | französischer Schriftsteller, Arzt, Ethnologe und Archäologe                     | 41    |       |
| 21. Mai | Nikodim Siliwanowitsch                | belarussischer Maler                                                             | 84    |       |
| 22. Mai | Hermann Bergengruen                   | evangelisch-lutherischer Theologe, Märtyrer in Lettland                          | 46    |       |
| 22. Mai | Erhard Doebler                        | evangelisch-lutherischer Pastor, Märtyrer in Lettland                            | 36    |       |
| 22. Mai | August Eckhardt                       | evangelisch-lutherischer Pastor, Märtyrer in Lettland                            | 51    |       |
| 22. Mai | Ernst Fromhold-Treu                   | evangelisch-lutherischer Geistlicher, deutsch-baltischer Märtyrer                | 58    |       |
| 22. Mai | Theodor Hoffmann                      | deutsch-baltischer Pastor                                                        | 54    |       |
| 22. Mai | Marion von Klot                       | deutsch-baltische evangelische Märtyrerin                                        | 22    |       |
| 22. Mai | Hans Baron Manteuffel-Szoege          | bayerischer Offizier im Ersten Weltkrieg                                         | 25    |       |
| 22. Mai | Hermann Oppenheim                     | deutscher Neurologe                                                              | 61    |       |
| 22. Mai | Eberhard Savary                       | deutsch-baltischer Märtyrer                                                      | 56    |       |
| 22. Mai | Eugen Scheuermann                     | deutsch-baltischer Märtyrer                                                      | 62    |       |
| 22. Mai | Theodor Taube                         | deutsch-baltischer Märtyrer                                                      | 55    |       |
| 23. Mai | Albano von Jacobi                     | preußischer General der Infanterie                                               | 64    |       |
| 24. Mai | Amado Nervo                           | mexikanischer Schriftsteller, Journalist und Diplomat                            | 48    |       |
| 24. Mai | Carl Polnick                          | Gründer der evangelischen Allianz-Mission                                        | 61    |       |
| 24. Mai | Nadeschda Rimskaja-Korsakowa          | russische Pianistin, Musikwissenschaftlerin und Komponistin                      | 70    |       |
| 25. Mai | Willy Beutler                         | deutscher Schauspieldirektor                                                     |       |       |
| 25. Mai | Carl Piper                            | deutscher Richter und Konsistorialpräsident                                      | 82    |       |
| 25. Mai | Jessie Pollock                        | US-amerikanische Bogenschützin                                                   | 78    |       |
| 25. Mai | Robert Suermondt                      | deutscher Privatbankier und Unternehmer                                          | 74    |       |
| 25. Mai | Madam C. J. Walker                    | amerikanische Kosmetikunternehmerin                                              | 51    |       |
| 26. Mai | Karl Hoffacker                        | deutscher Architekt, Bildhauer und Fachschullehrer                               | 62    |       |
| 26. Mai | Joel Douglas Hubbard                  | US-amerikanischer Politiker                                                      | 58    |       |
| 26. Mai | Wilhelm Kaspar                        | evangelisch-lutherischer Geistlicher, lettischer Bekenner                        | 66    |       |
| 26. Mai | Werner von Veltheim                   | Schlosshauptmann von Königs Wusterhausen und Politiker                           | 76    |       |
| 27. Mai | Eduard Paul Benedict Frese            | evangelisch-lutherischer Pastor, Bekenner in Estland                             | 46    |       |
| 27. Mai | Simon Schwendener                     | Schweizer Botaniker und Universitätsprofessor                                    | 90    |       |
| 27. Mai | Kandukuri Viresalingam                | indischer Reformer und Schriftsteller                                            | 71    |       |
| 28. Mai | Friedrich Merkel                      | deutscher Anatom                                                                 | 74    |       |
| 28. Mai | Hermann von Spaun                     | österreichisch-ungarischer Admiral                                               | 86    |       |
| 28. Mai | Eduard Tempeltey                      | deutscher Theaterdirektor, Schriftsteller und Politiker                          | 86    |       |
| 28. Mai | Adolf von Walderdorff                 | deutscher Rittergutsbesitzer und Politiker                                       | 83    |       |
| 29. Mai | Robert Bacon                          | US-amerikanischer Diplomat und Politiker                                         | 58    |       |
| 29. Mai | Samuel Fleming Barr                   | US-amerikanischer Politiker                                                      | 89    |       |
| 29. Mai | Lorenz Heitzer                        | deutscher Pädagoge und Schriftsteller                                            | 61    |       |
| 29. Mai | Konstantin Uhder                      | lettischer Märtyrer                                                              | 49    |       |
| 30. Mai | Roberto Chery                         | uruguayischer Fußballspieler                                                     | 23    |       |
| 30. Mai | Gustav Cleemann                       | deutsch-baltischer Bekenner                                                      | 60    |       |
| 30. Mai | James Andrew Joseph McKenna           | kanadischer Jurist und Chefinspekteur                                            | 57    |       |
| 31. Mai | Leopold Hentschel von Gilgenheimb     | preußischer General der Infanterie                                               | 73    |       |
| 31. Mai | Paul Karl von Lettow-Vorbeck          | preußischer General der Infanterie                                               | 87    |       |

## Juni
| Tag      | Name                                   | Beruf, bekannt als                                                                      | Alter | Beleg |
| -------- | -------------------------------------- | --------------------------------------------------------------------------------------- | ----- | ----- |
| 1. Juni  | Hedwig Dohm                            | deutsche Schriftstellerin und Frauenrechtlerin                                          | 87    |       |
| 1. Juni  | Spencer O. Fisher                      | US-amerikanischer Politiker                                                             | 76    |       |
| 1. Juni  | Victor von Reisner                     | slawonischer, deutschsprachiger Journalist, Schriftsteller und Übersetzer               | 58    |       |
| 2. Juni  | Hermann Deutschbein                    | deutscher Kaufmann, Landtagsabgeordneter (Anhalt)                                       | 76    |       |
| 2. Juni  | Anton Hoch                             | deutscher Fabrikdirektor                                                                | 77    |       |
| 2. Juni  | Jakob Stolz                            | österreichischer Dirigent und Musikpädagoge                                             | 86    |       |
| 2. Juni  | Elisabeth Ziese                        | deutsche Pianistin und Organistin                                                       | 64    |       |
| 2. Juni  | Louis Zwahlen                          | Schweizer Ingenieur, Unternehmer und Politiker                                          | 62    |       |
| 4. Juni  | William Haines                         | US-amerikanischer Politiker                                                             | 64    |       |
| 4. Juni  | Wilhelm Kübler                         | deutscher Ingenieur                                                                     | 46    |       |
| 4. Juni  | Paul Theodor Müller                    | österreichischer Bakteriologe und Hygieniker                                            | 45    |       |
| 4. Juni  | Siegfried Wedells                      | deutscher Kaufmann und Kunstsammler                                                     | 70    |       |
| 5. Juni  | Joseph Alexander Altsheler             | US-amerikanischer Autor                                                                 | 57    |       |
| 5. Juni  | Eugen Leviné                           | Revolutionär und Politiker                                                              | 36    |       |
| 6. Juni  | Georg Grohé                            | deutscher Rittergutsbesitzer und Politiker                                              | 72    |       |
| 6. Juni  | Inoue Enryō                            | japanischer Philosoph und Buddhist der Meiji-Zeit                                       | 61    |       |
| 6. Juni  | Bruno von Schuckmann                   | Gouverneur in Deutsch-Südwestafrika                                                     | 61    |       |
| 6. Juni  | Frederic Thompson                      | US-amerikanischer Architekt, Ingenieur, Erfinder und Schausteller                       | 45    |       |
| 7. Juni  | Henning von Holtzendorff               | deutscher Großadmiral im Ersten Weltkrieg                                               | 66    |       |
| 7. Juni  | Max Jubisch                            | deutscher Gärtner und Sachbuchautor                                                     | 66    |       |
| 9. Juni  | Marie Helene Aarestrup                 | norwegische Malerin                                                                     | 93    |       |
| 9. Juni  | Carl Kundmann                          | österreichischer Bildhauer                                                              | 80    |       |
| 10. Juni | Peter Rosenberg                        | evangelisch-lutherischer Pastor                                                         | 47    |       |
| 10. Juni | Gustav Speckhart                       | deutscher Uhrmacher, Erfinder und Uhrensammler                                          | 67    |       |
| 11. Juni | John Coit Spooner                      | US-amerikanischer Politiker                                                             | 76    |       |
| 12. Juni | Hermann Lietz                          | deutscher national-gesinnter Reformpädagoge                                             | 51    |       |
| 12. Juni | James Albertus Tawney                  | US-amerikanischer Politiker                                                             | 64    |       |
| 13. Juni | Gisela Klein                           | österreichische Schauspielerin                                                          | 46    |       |
| 14. Juni | Ernest Lister                          | US-amerikanischer Politiker                                                             | 48    |       |
| 14. Juni | Oleksandr Muraschko                    | ukrainischer Maler und Pädagoge                                                         | 43    |       |
| 15. Juni | Franz Joseph von Braganza              | Offizier aus dem Haus Braganza                                                          | 39    |       |
| 15. Juni | Theodor Goecke                         | preußischer Baubeamter und Denkmalpfleger                                               | 69    |       |
| 16. Juni | Fernando Figueroa                      | Politiker in El Salvador                                                                |       |       |
| 16. Juni | Fanny Meissner                         | österreichische Schriftstellerin und Sozialarbeiterin                                   | 77    |       |
| 18. Juni | Madison R. Smith                       | US-amerikanischer Politiker                                                             | 68    |       |
| 18. Juni | Miklós Szebeny                         | ungarischer Ruderer                                                                     | 31    |       |
| 19. Juni | Petru Carp                             | rumänischer Politiker                                                                   | 81    |       |
| 19. Juni | Georg Wilhelm Claussen                 | deutscher Schiffbauer                                                                   | 74    |       |
| 19. Juni | Franc Hočevar                          | slowenischer Mathematiker                                                               | 65    |       |
| 19. Juni | Richard Toepffer                       | deutscher Industrieller                                                                 | 79    |       |
| 20. Juni | Tivadar Kosztka Csontváry              | ungarischer Maler                                                                       | 65    |       |
| 21. Juni | Franz von Liszt                        | deutscher Jurist, Hochschullehrer und Politiker                                         | 68    |       |
| 21. Juni | Richard Stieve                         | deutscher Jurist und Autor                                                              | 81    |       |
| 22. Juni | Julian Alexandrowitsch Skrjabin        | russischer Pianist und Komponist, Sohn von Alexander Skrjabin                           | 11    |       |
| 23. Juni | Johann Georg Beringer                  | deutscher Fernmeldeinspektor und Bienenfachmann                                         | 89    |       |
| 23. Juni | John Francis Cunningham                | US-amerikanischer Geistlicher, Bischof von Concordia                                    | 77    |       |
| 23. Juni | Theodor Fuendeling                     | Buchhändler und Verleger in Hameln                                                      | 66    |       |
| 23. Juni | Joseph Kerzl                           | österreichischer Offizier und Mediziner, kaiserlicher Leibarzt                          | 77    |       |
| 23. Juni | Wilhelm Johannes Wentzel               | deutscher Jurist und Immobilienmakler                                                   | 67    |       |
| 24. Juni | Julio Benlloch                         | spanischer Bildhauer                                                                    | 25    |       |
| 24. Juni | Josef Wellstein                        | deutscher Mathematiker                                                                  | 49    |       |
| 25. Juni | Robert Crosbie                         | kanadisch-US-amerikanischer Theosoph                                                    | 70    |       |
| 25. Juni | Richard Seifert                        | deutscher Chemiker und Unternehmensleiter                                               | 57    |       |
| 26. Juni | Adolf Anderle                          | österreichischer Politiker (CSP), Landtagsabgeordneter                                  | 51    |       |
| 26. Juni | William Martin Murphy                  | irischer Unternehmer, Verleger und Politiker, Mitglied des House of Commons             | 74    |       |
| 26. Juni | Michail Semjonowitsch Zwet             | russischer Botaniker, Erfinder der Chromatographie                                      | 47    |       |
| 27. Juni | Martin Bertsch                         | deutscher Verwaltungsjurist                                                             | 58    |       |
| 27. Juni | John Knox Stewart                      | US-amerikanischer Politiker                                                             | 65    |       |
| 27. Juni | Francisco Javier Ugarte Pagés          | spanischer Anwalt und Politiker                                                         | 67    |       |
| 28. Juni | Ida Bindschedler                       | Schweizer Lehrerin und Kinder- und Jugendbuchautorin                                    | 64    |       |
| 28. Juni | Petro Bolbotschan                      | ukrainischer Militärführer                                                              | 35    |       |
| 28. Juni | Otto Techow                            | deutscher Architekt und preußischer Baubeamter                                          | 71    |       |
| 29. Juni | Karl Brugmann                          | deutscher Indogermanist und Sprachwissenschaftler                                       | 70    |       |
| 29. Juni | Hermann Heim                           | österreichischer Unternehmer                                                            | 72    |       |
| 29. Juni | José Gregorio Hernández                | venezolanischer Mediziner; wird als Nationalheiliger Venezuelas verehrt                 | 54    |       |
| 30. Juni | Artur Eccarius-Sieber                  | deutscher Musikpädagoge                                                                 | 55    |       |
| 30. Juni | Wladimir Iwanowitsch Guerrier          | russischer Historiker und Publizist                                                     | 82    |       |
| 30. Juni | Otto Helmholtz                         | Ingenieur, Technischer Direktor des Bochumer Vereins, später der Rheinischen Stahlwerke | 85    |       |
| 30. Juni | Léopold Morice                         | französischer Bildhauer                                                                 | 72    |       |
| 30. Juni | John William Strutt, 3. Baron Rayleigh | englischer Physiker, Nobelpreis für Physik 1904                                         | 76    |       |
|          | Alfred Diethe                          | deutscher Maler und Illustrator                                                         | 73    |       |
|          | Ernst Vohsen                           | deutscher Konsul und Verleger                                                           | 66    |       |